# 桑佳Asa
桑佳Asa（日語：桑佳あさ，1982年1月6日—）。宮崎縣小林市出身。日本女性漫畫家。舊名義為藤野Moyamu（藤野もやむ）。
代表作是《召梦童子》、《賢者長久不在》。

## 作品

### 連載
- 《 》（2014年7月号 - 2015年9月号、講談社、全2巻）
- 《老婆婆少女日向妹妹》 ，原名（「月刊COMIC ZENON」2014年12月号 - 連載中、徳間書店、既刊6巻）
- 《骷髏先生在看著你》，原名《 》（「月刊COMIC CUNE」2015年10月号 - 2017年12月号、KADOKAWA・Media Factory、全3巻）
- （2016年11月号 - 2017年11月号、全3巻）
- （「月刊Comic Gene」2018年5月号 - 連載中）
- 《硝銨的日常》，原名 （「月刊COMIC CUNE」2018年10月号 - 2020年、全三卷、KADOKAWA）

### 讀切
-  （「月刊COMIC ZENON」2014年1月号、徳間書店）
-  （「月刊COMIC ZENON」2014年5月号、徳間書店）
- 《 》（「The Dessert」2014年11月号、講談社）

### 藤野Moyamu名義

#### 漫画
- 《賢者長久不在》、全8冊、原名《賢者の長き不在 -THE FIRSTKING ADVENTURE-（日语：賢者の長き不在 -THE FIRSTKING ADVENTURE-）》（月刊COMIC BLADE）
- 《方舟白書》、全7冊、原名《はこぶね白書（日语：はこぶね白書）》（2005年10月 - 2008年4月、月刊COMIC BLADE）
- 《源氏少女》、全1冊、原名
- 《喚夢童子》、全5冊、原名《ナイトメア☆チルドレン（日语：ナイトメア☆チルドレン）》（1999年5月号 - 2001年11月号、月刊GanGanWING）
- 《喚夢童子外傳─公主與邪演貓》、全1冊、原名
- 《櫻花戀人》、全1冊、原名[1]
- 《被遺忘的孤島》、原名（2008年12月 - 2011年3月、全5冊、COMIC BLADE BROWNIE→月刊COMIC BLADE AVARUS）
- （2008年12月 - 连载中、COMIC BLADE BROWNIE）

#### 文集
- L的季节 A piece of memories Premium Stories「告白」
- 4格漫画劇場（只是封皮）
- Kanon ～Premium Stories～ 
- Kanon ～Premium Stories～ 第二集

## 外部連結
- 『ゆるゆり』 なもりさん大感激！　漫画家になるきっかけとなった憧れの人との対談が実現 （页面存档备份，存于）
- ジーンで五感が優れた5兄弟描く「5★G★B」始動、付録は「SERVAMP」コースター （页面存档备份，存于）